# Lažas pagasts
Lažas pagasts' er en territorial enhed i Aizputes novads i Letland. Pagasten havde 662 indbyggere i 2010 og 583 indbyggere i 2016 og omfatter et areal på 160,10 kvadratkilometer. Hovedbyen i pagasten er Apriķi.